# Kostel svatého Mikuláše (Vlkovice)
Kostel svatého Mikuláše v obci Vlkovice (Fulnek) je zděný jednolodní kostel postavený v roce 1804 a upravený v 1. třetině 20. století. Objekt je ukázkou klasicistní venkovské sakrální architektury a je od 24. listopadu 2017 památkově chráněn.

## Historie
Kostel byl postaven v roce 1804 na místě původně dřevěného kostela podle plánů stavitele Augustina Thalherra (1771–1824), příslušníka třetí generace rozvětveného stavitelského rodu, usazeného ve Fulneku. Rod Thalherů se od poloviny 18. do poloviny 19. století významnou měrou uplatňoval ve stavebním dění na střední a severní Moravě.[zdroj?]
V roce 1806 se zřítila nově postavená kostelní věž a musela být postavena znovu. K další přestavbě věže došlo na konci 19. století nebo v průběhu 1. třetiny 20. století. Ve stejném období byla pravděpodobně vyměněna okna, upravena fasáda, položena břidlicová dlažba a provedena šablonová výmalba.

## Popis
V dispozici, hmotovém rozvrhu a v konstrukcích dochovaný kostel se řadí k ukázkám regionální klasicistní venkovské sakrální architektury.
Je to přibližně orientovaný zděný venkovský kostel stojící nad potokem v severní části obce Vlkovice, při cestě vedoucí do Heřmanic u Oder. Byl postaven převážně z cihelného, místy ze smíšeného zdiva. Jednolodní stavba má podélný půdorys, s užším přímočaře ukončeným presbytářem se seříznutými nárožími, a je završená sedlovou zvalbenou střechou. Nad vstupním průčelím vyrůstá dvoupatrová věž, zakončená jehlancovou střechou zakončenou makovicí s křížem. Druhá makovice, s korouhvičkou a datací 1804, je připevněná do hřebene střechy a akcentuje závěr kostela. Ze severu k presbytáři přiléhá podélná sakristie s valbovou střechou. Na střešních konstrukcích jednotlivých částí stavby je položena plechová krytina. 
Vstupnímu průčelí dominuje široký jednoosý rizalit. Ve středu rizalitu se nachází vpadlá obdélná plocha, v ní je vsazen kamenný pravoúhlý portál, nad ním je přímá profilovaná římsa opticky vynášená dvojicemi plochých konzolek. Nad římsou se v omítce rýsuje příčně obdélné parapetní pole, vyplněné jednoduchými, symetricky rozmístěnými geometrickými motivy. Parapetní pole je ukončeno přímou profilovanou podokenní římsou, která vynáší velké podélné okno lemované šambránou. 
Plášť věže je pojednán horizontálními články (ploché soklové pásy, profilovaná kordonová a korunní římsa), které odpovídají vnitřnímu rozdělení na patra. Dolní patro věže na vstupním průčelí je prolomeno kruhovým oknem. Zvonové patro je na všech stranách otevřeno vysokými půlkruhově ukončenými okny, nad kterými jsou v omítce modelované kruhy. Okna obou pater jsou rámována šambránami a v kompozici plochy po stranách doplněna reliéfními podélnými rámci. Boční fasády jsou symetrické tříosé, členěné průběžným soklem a profilovanou korunní římsou. Na jižní fasádě jsou v levé krajní ose nad sebou prolomena dvě pravoúhlá okna rozdílné velikosti, osvětlující boční prostory vložené do nároží stavby. Okna kostela jsou dřevěná, s pevným sloupkem, k němuž se dovírají dvě křídla, členěná do tabulek a zavěšená na zapuštěných závěsech se zaoblenými konci.
V obvodové zdi lodi jsou proražena dvě podélná dřevěná okna s pevným křížem a čtyřmi křídly, členěnými do tabulek, zavěšenými také na zapuštěných závěsech s oblými konci. Kolem okenních otvorů se dochovalo článkoví: podokenní římsy s čabrakami zdobenými historizujícími motivy (zubořez, oválné terče s volutami), profilované šambrány, paprsčité motivy a čtvrtkruhy v plochách vyzděných záklenků. Okno stejného typu včetně výzdoby je vsazeno i do jižní stěny presbytáře. Pod oknem je situován vstup se segmentovým záklenkem. Na severní fasádě jsou osazena okna totožná jako na jižní, ovšem bez výzdobného aparátu. Krajní okno severního průčelí osvětlující schodiště na kruchtu je dřevěné čtyřkřídlé, zavěšené na vnějších kovaných závěsech, k pevnému kříži přitahované obrtlíky. Nad ním umístěné okno vedoucí na schodiště do podkroví je menší velikosti, dřevěné dvoukřídlé, segmentově ukončené, zavěšené na vnějších kovaných závěsech, k pevnému sloupku rovněž přitahované obrtlíky.
Hlavní vstup do kostela je vložen do kamenného portálu s ušima, profilovanou lištou a klenákem zdobeným reliéfní rozetou. V ostění jsou na vnějších kovaných pásových závěsech zavěšeny dvoukřídlé dřevěné dveře, chráněné novodobou kovovou mříží. Konstrukce dveří je dvouvrstvá, na pohledové straně jsou prkna šikmo skládána na osu dveří, zámek je novodobý.